# Hautefeuille
Hautefeuille ist eine französische Gemeinde mit 254 Einwohnern (Stand: 1. Januar 2022) im Département Seine-et-Marne in der Region Île-de-France. Sie gehört zum Arrondissement Meaux und zum Kanton Coulommiers (bis 2015: Kanton Rozay-en-Brie).
Die Einwohner werden Hautefeuillois genannt.

## Geographie
Hautefeuille liegt etwa 46 Kilometer ostsüdöstlich von Paris.

### Nachbargemeinden
Umgeben ist Hautefeuille von den Gemeinden Guérard und La Celle-sur-Morin im Norden, Faremoutiers im Osten und Nordosten, Pézarches im Süden und Südosten, Lumigny-Nesles-Ormeaux im Süden sowie Mortcerf im Westen.

## Bevölkerungsentwicklung
| Jahr      | 1962 | 1968 | 1975 | 1982 | 1990 | 1999 | 2006 | 2013 |
| Einwohner | 104  | 122  | 165  | 183  | 220  | 207  | 312  | 324  |

## Sehenswürdigkeiten
- Kirche Saint-Éloi